# (15042) Anndavgui
(15042) Anndavgui (1998 XZ8) – planetoida z pasa głównego asteroid okrążająca Słońce w ciągu 5,49 lat w średniej odległości 3,11 j.a. Odkryta 14 grudnia 1998 roku.